# Писарево (Томская область)
Писарево — деревня в Томском районе Томской области России. Входит в состав Богашёвского сельского поселения.

## География
Деревня находится в юго-восточной части Томской области, в пределах подтаёжно-лесостепного района таёжной зоны, на берегах реки Басандайки, на расстоянии примерно одного километра (по прямой) к югу от города Томска. Абсолютная высота — 87 метров над уровнем моря.
Часовой пояс
Деревня Писарево, как и вся Томская область, находится в часовой зоне МСК+4. Смещение применяемого времени относительно UTC составляет +7:00.

## История
Основана в 1635 году. 
По данным 1926 года, в деревне имелось 41 хозяйство и проживало 153 человека (в основном — русские). В административном отношении являлась центром Писаревского сельсовета Коларовского района Томского округа Сибирского края.

## Население
| 2002 | 2008 | 2009 | 2010 | 2011 | 2012 | 2013 |
| ---- | ---- | ---- | ---- | ---- | ---- | ---- |
| 1    | ↘0   | →0   | ↗3   | →3   | →3   | ↗4   |
| 2014 | 2015 | 2021 |      |      |      |      |
| →4   | →4   | ↗8   |      |      |      |      |

Половой состав
По данным Всероссийской переписи населения 2010 года в гендерной структуре населения мужчины составляли 66,7 %, женщины — соответственно 33,3 %.
Национальный состав
Согласно результатам переписи 2002 года, в национальной структуре населения русские составляли 100 %.

## Улицы
В деревне имеется единственная улица — Садоводов, состоящая из двух домов. Кроме того, имеются ещё два, не приписанных к улице, дома.